# Kosta Chetagurow

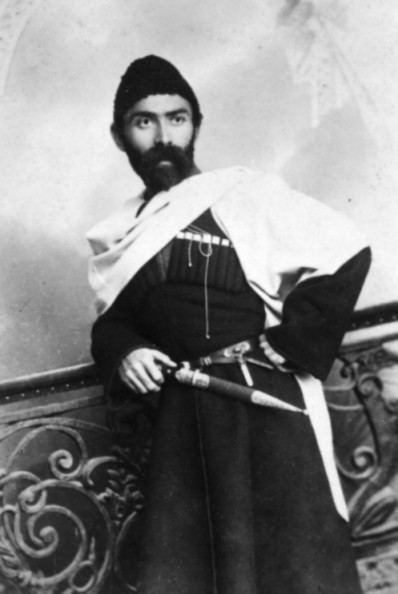
Kosta Chetagurow

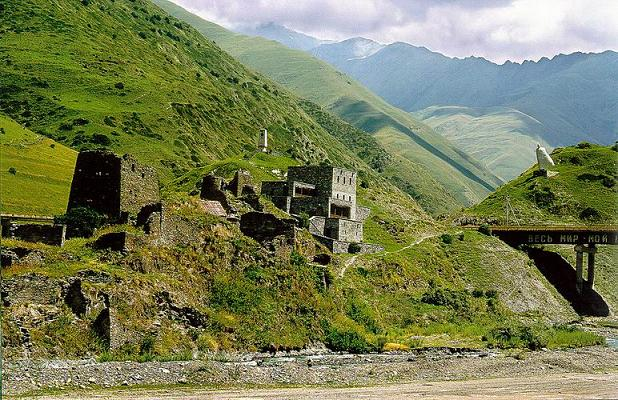
Wieś Nar, gdzie narodził się Chetagurow

Kosta Chetagurow (oset. Къоста Хетæгкаты; ur. 15 października 1859, zm. 1 kwietnia 1906) – osetyjski pisarz, poeta, malarz, publicysta i działacz społeczny, uznawany za najwybitniejszego pisarza tworzącego w języku osetyjskim. 
Studiował w Petersburskiej Akademii Sztuk Pięknych. Po powrocie do kraju, za swoją działalność wolnościową zesłany do Chersonia, następnie Oczakowa. Jeden ze współtwórców alfabetu osetyjskiego i faktyczny twórca literatury osetyjskiej. Wydany w 1899 r. tom wierszy Osetyjska lira (Ирон фæндыр) uważa się za klasykę literatury osetyjskiej a jednocześnie jedno z najważniejszych dzieł jakie powstały w małych literaturach narodów kaukaskich. Zmarł na gruźlicę.